# Grönskjortor

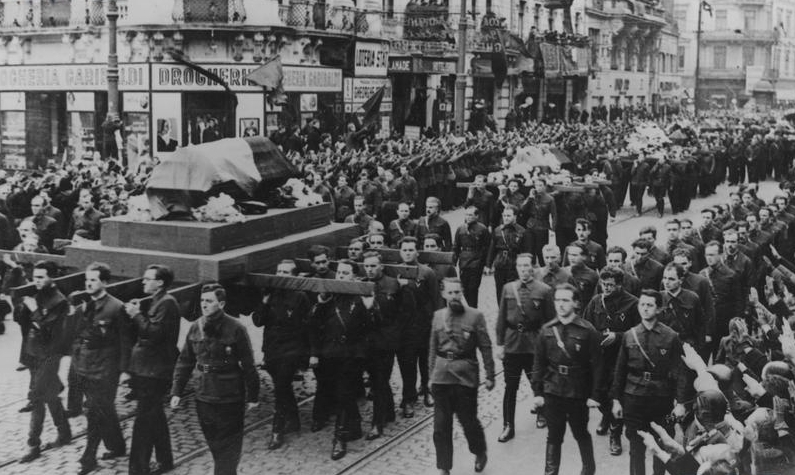
Rumänska grönskjortor, eller legionärer

Grönskjortor (eller grönskjorta) (rumänska: Cămăşile verzi) var smeknamnet för den rumänska fascistorganisationen Järngardets medlemmar, även kallade legionärer, som i sin uniform bar gröna skjortor och jackor.